# 中陵水库
中陵水库是中国江西省吉安市新干县境内的一座水库。水库正常库容为647万立方米，平均水深为4.26米，集雨面积为30平方千米，海拔为33.3米。